# Deuterostomia
Deuterostomia este un grup de animale eumetazoare cu simetrie bilaterală. Deuterostomii se desting prin dezvoltarea embrionară a anusului din blastopor, iar gura se formează secundar (la protostomieni din blastopor se dezvoltă gura). 
Aceste animale au celom, schelet intern de origine mezodermică și un sistem nervos în formă de cordon sau tub.